# Щебінь

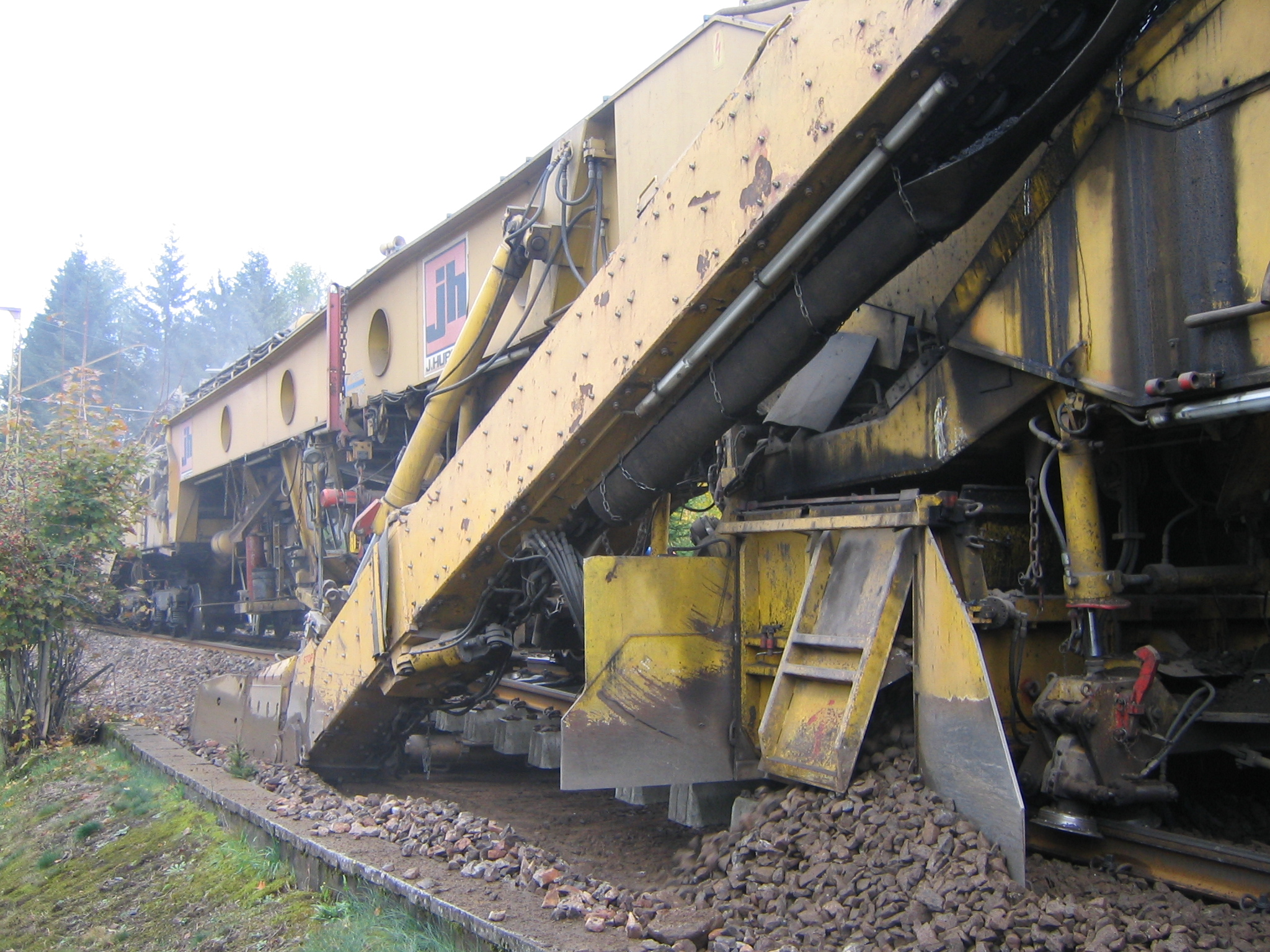
Підсипання щебеню під залізничне полотно.

Так званий «кубоподібний щебінь», лещадність якого становить близько 10-15 %.

Ще́бінь, розм. груз, діал. шу́тер (від нім. Schotter, Schutter) – неорганічний зернистий сипучий матеріал із розміром зерен понад 5 мм, отриманий роздрі́бнюванням гірських порід, гравію та кругляків, а також попутньо добутих розкривних і вмісних порід або некондиційних відходів гірни́чих підприємств з переробки руд (чорних, кольорових і рідкісних металів металургійної промисловості) та неметалевих копалин інших галузей промисловості з подальшим просіюванням продуктів подрібнення.

## Загальний опис
Під терміном «щебінь» розуміють:
- Пухка великоуламкова (псефітова) гірська порода, що складається з майже необкатаних гострокутних зерен твердих порід розміром 10-100 мм. За переважною величиною уламків розрізняють крупний щебінь (70-150 мм), середній (20-70 мм) і дрібний (5-20 мм).
- Продукт механічного подрібнення природних кам'яних матеріалів з частинками здебільшого гострокутної форми розміром від (3-5)-150 мм. Технологічний процес складається з дроблення і подальшого просіювання або просвювання без дроблення гірських порід, металургійних шлаків тощо. При цьому виокремлюють такі класи крупності щебеню (мм): 3(5)-10, 10-20, 20-40, 40-70 та понад 70 мм (на вимогу споживачів).

Щебінь з однієї або суміші двох суміжних фракцій — фракційний, з суміші більше ніж двох суміжних фракцій — рядовий. За формою зерен розрізнюють лещатий і кубоподібний щебінь. Більше цінується кубоподібний щебінь, застосування якого підвищує якість покриття доріг. В Україні кубоподібний щебінь виробляють на Клесівському комбінаті нерудних копалин (Рівненщина) на спеціальних двороторних дробарках ударної дії конструкції Анатолія Сінозацького.

## Різновиди та властивості
Щебінь за походженням гірських порід поділяється на три основні групи:
- вулканічні (первинні);
- осадові (вторинні);
- метаморфічні (видозмінені).

За морозостійкістю щебінь поділяється на 7 марок (від Мрз-15 до Мрз-300). Регламентується вміст пиловидних і глинистих частинок від 1 % для щебеню з вивержених і метаморфічних порід і до 2-3 % з осадових порід. При цьому вміст глини в грудках не повинен перевищувати 0,25 %. Щебінь характеризується маркою за міцністю, що визначається в залежності від його призначення. Вміст зерен слабких порід з межею міцності при стисненні до 20 МПа повинен бути не більше за 5 % в щебені марок 1000—1400, 10 % в щебені марок 400—800 і до 15 % в щебені марок 200 і 300.
Розрізняють гранітний щебінь, гравійний щебінь, вапняковий щебінь.
Виробництво гранітного щебеню полягає у подрібненні гірських порід, що залягають у природних скельних масивах. Для цього масиви підривають для отримання гірничої маси та бутового каменю, які далі подрібнюють на дробарках та просіюють, розділяючи на фракції за розміром зерен.
Гравійний щебінь (гравій) отримують шляхом просіювання кар'єрної породи. Він має нижчу міцність, ніж гранітний, але в той же час і нижчу радіоактивність. Використовується такий щебінь для будівництва доріг, бетонів і залізобетонних виробів.
Вапняковий щебінь використовується переважно як подушка для основи доріг при їх будівництві.
На сьогоднішній день актуальною проблемою в будівельній галузі є отримання високоякісного гранітного щебеню кубоподібної форми, показник лускатості якого (вміст пластинчастої та голчастої форм зерна в загальній масі щебеню) не перевищує 10-15 %. При цьому в його моделюванні передбачається, що кубоподібне зерно щебеню має форму прямокутного паралелепіпеда. Характерні розміри кубовидного зерна (довжина, ширина, товщина) є випадковими значеннями, з деякими специфічними для конкретного подрібненого матеріалу, типу дробарки та умов дроблення.
Інші автори пропонують універсальніший підхід до моделювання щебеню — вважати щебінь «кубічним», якщо він складається з матеріалу з дев'яти правильних многогранників (тетраедр, а також одинарні та парні: п'ятигранник, шестигранник, семигранник, октаедр), що повністю відповідає кореляції, отриманої з експериментальних результатів.

## Виробництво та застосування
Загальна технологія виробництва щебеню включає видобуток сировини із застосуванням буропідривних робіт в кар'єрі, транспортування від кар'єру до бункерів дробильно-сортувальних заводів, дроблення (від двох до чотирьох стадій), декілька стадій грохочення і, при необхідності, видалення надмірної кількості пилоподібних і глинистих частинок, промивку на грохотах або в спеціальних апаратах, зневоднення і складування. Природний і штучний щебінь використовується в будівництві, а також як наповнювач бетону, як складова покриття автомобільних доріг, для баластування залізничних колій тощо.

## Сировина та її видобування в Україні
Оцінка гірських порід, призначених для виробництва щебеню із природного каменю для будівельних робіт, здійснюється за ДСТУ Б В. 2.7-75-98 «Щебінь та гравій щільні природні для будівельних матеріалів, виробів, конструкцій та робіт. Технічні умови».
Сировиною для виробництва щебеню з природного каменю для будівельних і дорожніх робіт є скельні гірські породи з питомою вагою 1,8-2,8 г/см³.
Родовища різноманітних гірських порід для виробництва бутового каменю та щебеню, відомі в усіх геоструктурних регіонах України. В основному їх розвідані запаси представлені виверженими і метаморфічними породами: гранітами, гранодіоритами, андезитами, габро, кристалічними сланцями, кварцитами та ін. Станом на 2021 рік Державним балансом України враховано 946 родовищ будівельного каменю, з яких 428 розробляється [Архівовано 23 грудня 2021 у Wayback Machine.]. Найбільші підприємства з виробництва щебеню в Україні — Запорізький кар'єр, Клесівський кар'єр нерудних копалин «Технобуд».
Для виробництва щебеню і буту застосовуються переважно магматичні та метаморфічні гірські породи і в менших кількостях — вулканічні та осадові.
Найякіснішою сировиною для виробництва щебеню є граніти. Вони містять порівняно невелику кількість темно-кольорових мінералів, які легко вивільняються при подрібненні та сортуванні, характеризуються високою міцністю, морозостійкістю, крихкі, тому легко подрібнюються і дають невелику кількість відходів, стійкі до вивітрювання. Найміцнішими і найморозостійкішими є дрібнозернисті, лейкократові різновидності гранітів.
Мігматити і гнейси характеризуються нижчими якісними показниками, в зв'язку з наявністю в них субпаралельної орієнтації темно-кольорових мінералів, що приводить до збільшення відходів і зменшення виходу щебеню.
Амфіболіти відзначаються широким розвитком в них процесів заміщення мінералів, що знижує їх якість.
Інтрузивні і ультраметаморфічні породи основного складу кварцу не містять і характеризуються дрібнозернистою структурою, великим вмістом темнокольорових мінералів, при дробленні проявляють пружність, по дробленню вони гірші від гранітів, при цьому в них низький вихід дрібної фракції щебеню і більше відходів, морозостійкість їх нижча, вони менше стійкі до вивітрювання.

## Шкідливі домішки
До шкідливих домішок сировини на щебінь відносять включення піриту, марказиту, піротину та інших сульфідів; гіпсу, ангідриту і інших сульфатів; магнетиту, гематиту, гетиту й інших оксидів і гідроксидів заліза; опалу, халцедону, кременю, вулканічних стекол; слюд і гідрослюд; цементів; хлоритів; галіту, сильвіну та інших галогеновмісних сполук; сірки, азбесту, апатиту, фосфориту, нефеліну, графіту, вугілля, горючих сланців. У сировині для баластного каменю, крім цих, шкідливими є струмопровідні домішки.